# Хуан Гваидо
Хуан Гваидо (шп. Juan Gerardo Guaidó Márquez) је венецуелански инжењер и политичар, кога је Народна скупштина Венецуеле, прогласила за „привременог председника”, након што је изгласала неповерење актуелном председнику државе, Николасу Мадуру. Гваидо је положио заклетву 23. јануара 2019. године. Овај догађај изазвао је бројне сукобе између супротстављених присталица привременог и актуелног председника. Проглашење Гваида признало је око 50 државе света попут САД, Канаде и Бразила, док Мадура и даље признају Русија, Кина, Индија и друге државе.